# Moliets-et-Maa
 Moliets-et-Maa  es una población y comuna francesa, situada en la región de Aquitania, departamento de Landas, en el distrito de Dax y cantón de Soustons .Limita al norte con  Vielle-Saint-Girons, al este con Léon, al sur con Messanges y al oeste con el océano Atlántico (playas vigiladas).
El  Courant d'Huchet  vierte sus aguas en el océano Atlántico en la playa de Moliets en la Costa de Plata.

## Demografía
| 321 | 315 | 328 | 347 | 420 | 609 |
| Para los censos de 1962 a 1999 la población legal corresponde a la población sin duplicidades (Fuente: INSEE [Consultar]) |     |     |     |     |     |